# Dean Huijsen
Dean Donny Huijsen Wijsmuller (nascut el 14 d'abril de 2005) és un futbolista professional neerlandès nacionalitzat espanyol espanyol que juga com a defensa central al Reial Madrid. És internacional amb la selecció espanyola.
Huijsen va debutar amb l'equip filial de la Juventus FC, la Juventus Next Gen, el gener de 2023, i va debutar a la Serie A amb el primer equip l'octubre següent. Després d'una cessió a l'AS Roma, Huijsen va fitxar per l'AFC Bournemouth de la Premier League el juliol de 2024. Un any més tard, va fitxar pel Reial Madrid.

## Primers anys
Huijsen va néixer a Amsterdam, fill de Macha Wijsmuller i Donny Huijsen. El pare de Dean, Donny, va jugar pel Jong Ajax i va tenir una carrera professional a l'Eredivisie i a l'Eerste Divisie.  Dean pot parlar neerlandès, castellà, italià i anglès.  La família es va traslladar a Marbella, Andalusia, quan ell tenia cinc anys; es va convertir en ciutadà espanyol el febrer de 2024. L'ídol de Huijsen quan era petit era el defensa Sergio Ramos.

## Carrera de club

### Inici de la carrera
Huijsen va començar a jugar amb el Costa Unida CF de Marbella abans de fitxar per les categories inferiors del Màlaga CF el 2015, als 10 anys.

### Juventus
El maig de 2021, Huijsen va fitxar per la Juventus FC, i hi va jugar amb l'equip sub-17. Abans de la temporada 2022-23, va ascendir a la categoria sub-19 i va marcar sis gols en 14 partits fins al novembre de 2022.  També va participar en dos amistosos amb el primer equip contra l'Standard de Lieja i l'NK Rijeka el desembre de 2022.
A principis de gener de 2023, Huijsen va ser ascendit a la Juventus Next Gen, l'equip filial de la Juventus. Va debutar com a professional el 8 de gener, com a titular en una derrota per 2-1 a la lliga contra el Pordenone. El 15 de febrer, Huijsen va marcar els seus dos primers gols com a professional al partit de tornada d'una semifinal de la Coppa Italia Serie C contra la US Foggia, cosa que va ajudar el seu equip a guanyar l'eliminatòria als penals. El 2 d'abril va marcar el seu primer gol a la Sèrie C, en una derrota per 3-1 a casa contra el Feralpisalò.
El juny de 2023, Huijsen va renovar el seu contracte amb la Juventus fins al 2027. El 22 d'octubre va debutar a la Serie A, sortint de la banqueta al minut 78 per substituir Federico Gatti en una victòria per 1-0 fora de casa contra l'AC Milan. El 7 de novembre, la Juventus va anunciar que Huijsen —juntament amb el seu company d'equip de la Next Gen, Kenan Yıldız— havia estat ascendit al primer equip.

#### Cessió a la Roma
Huijsen va ser cedit a l'AS Roma, també italiana, el 6 de gener de 2024 fins al final de la temporada 2023-24. Va debutar amb els Giallorossi l'endemà, jugant tota la segona part en un empat a casa contra l'Atalanta. A principis de febrer, l'entrenador de la Roma, Daniele De Rossi, el va excloure de la llista de la UEFA per a la fase eliminatòria de l'Europa League.
Huijsen va marcar el seu primer gol a la Sèrie A el 5 de febrer, segellant la victòria de la Roma per 4-0 contra el Cagliari Calcio.

### AFC Bournemouth
El 30 de juliol de 2024, Huijsen va ser fitxat per l'AFC Bournemouth, club de la Premier League, procedent de la Juventus, amb un contracte de sis anys, per un preu inicial de 15,2 milions d'euros, que podria augmentar fins als 18,2 milions d'euros. Va debutar amb els Cherries el 17 d'agost en un empat a 1 contra el Nottingham Forest, i va guanyar nou duels aeris. El 5 de desembre de 2024 va marcar el seu primer gol amb el club, amb un gol de cap en una victòria per 1-0 a casa contra el Tottenham Hotspur FC, fet que el convertí en el golejador més jove de la història del club a la Premier League.

### Reial Madrid
El 17 de maig de 2025, el Reial Madrid va anunciar el fitxatge de Huijsen, que s'uní a l'equip amb un contracte estipulat fins al juliol del 2030. L'acord, de 50 milions de lliures esterlines (59,5 milions d'euros), suposà que el club blanc en pagués la clàusula de rescissió. Fou presentat oficialment com a jugador del Reial Madrid el 9 de juny i va rebre el dorsal número 24.

## Carrera internacional

### Països Baixos
Huijsen ha representat els Països Baixos en diversos nivells internacionals juvenils, havent jugat per a les seleccions nacionals sub-17 i sub-18.
El maig de 2022, Huijsen va ser inclòs a la selecció neerlandesa sub-17 que va participar al Campionat d'Europa sub-17 de la UEFA a Israel, on va marcar dos gols de penal als partits de la fase de grups contra França i Polònia, i l'Oranje va acabar subcampió després de perdre contra la mateixa França a la final.

### Espanya
El 15 de març de 2024, Huijsen va ser convocat per la selecció espanyola sub-21 per jugar el partit de classificació del Grup B del Campionat d'Europa sub-21 de la UEFA 2025 contra Bèlgica dotze mesos després. El 17 de març de 2025, va ser convocat per la selecció absoluta per als quarts de final de la Lliga de les Nacions contra els Països Baixos. Va cobrir la baixa per lesió d'Iñigo Martínez i va debutar entrant al minut 41, substituint Pau Cubarsí. El partit va acabar 2-2, Huijsen era un dels millors jugadors d'Espanya i va rebre una rebuda hostil dels aficionats locals a l'Stadion Feijenoord per canviar de nacionalitat per jugar amb Espanya. Va qualificar el seu debut com un "somni". Huijsen va ser titular en el partit de tornada i va ser elogiat per una assistència a la pròrroga, en la qual va marcar Lamine Yamal.

## Estil de joc
Huijsen és un central físic d'1,95 m d'alçada. Juga principalment amb el peu dret, però també pot fer servir el peu esquerre. Té bon ull per a la porteria i també pot llançar penals.

## Palmarès
Juventus Next Gen
- Subcampió de la Copa d'Itàlia Sèrie C: 2022–23[49]

Països Baixos Sub-17
- Subcampió del Campionat d'Europa sub-17 de la UEFA: 2022[40]

Espanya
- Subcampió de la Lliga de Nacions de la UEFA: 2024–25[50]